# Anne Deleuze
 (mars 2023).
Pour les articles homonymes, voir Deleuze.
Anne Deleuze, née le 19 septembre 1950 à Paris, est une actrice française.

## Biographie
Elle suit les cours de Tania Balachova et tourne six mois plus tard son premier film, Solo de Jean-Pierre Mocky. Puis Jean-Pierre Darras, son professeur, lui fait passer une audition devant Pierre Fresnay, directeur du Théâtre de la Michodière, et André Roussin : elle sera engagée pour jouer sa première pièce : On ne sait jamais. Elle continue très vite avec ses premiers films et séries pour la télévision dont Les Thibault de Roger Martin du Gard où elle interprète le personnage féminin : Jenny de Fontanin. Depuis elle a, sans interruption, alterné télévision, cinéma et théâtre. Elle est également la voix de nombreuses comédiennes étrangères.

## Théâtre
- 1969 : On ne sait jamais d'André Roussin, mise en scène de l'auteur, Théâtre de la Michodière
- 1971 : L'Orestie d'Eschyle, Théâtre d'Amiens
- 1973 : Aurélia de Robert Thomas, mise en scène de l'auteur, Théâtre Daunou
- 1974 : Le Cochon noir de Roger Planchon, mise en scène de l'auteur, TNP Villeurbanne et tournée
- 1974 : Butley de Simon Gray, mise en scène Michel Fagadau, Théâtre de la Gaîté-Montparnasse et tournée
- 1977 : L'Oiseau de Bonheur de Dominique Nohain, mise en scène de l'auteur, Théâtre Tristan Bernard
- 1977 : La Dame de la Mer d'Henrik Ibsen, mise en scène Jean-Louis Thamin, Nouveau Carré Silvia Monfort
- 1977 : Judith de Jean Giraudoux, mise en scène Jean-Pierre Laruy, Festival de Bellac
- 1980 : Électre de Jean Giraudoux, mise en scène Raymond Gérôme, Théâtre royal du Parc
- 1981 : Le Nombril de Jean Anouilh, mise en scène Jean Anouilh et Roland Piétri, Théâtre de l'Atelier
- 1983 : Roméo et Juliette de William Shakespeare, mise en scène Jean-Paul Lucet, Théâtre des Célestins
- 1984 : Le Cid de Corneille, mise en scène Marie-Claire Valène, Festival d'Angers
- 1984 : La Glorieuse Jeunesse du Cid de Guilhem de Castro, mise en scène Marie-Claire Valène Festival d'Angers
- 1984 : Horace de Corneille, mise en scène Jean-Paul Zehnacker, Festival de Paris
- 1988 : Le Cid de Corneille, mise en scène Marcelle Tassencourt, Festival de Versailles Grand Trianon
- 1989 : George Dandin de Molière, mise en scène Michel Galabru, Festival d'été
- 1989 : Tempo de Richard Harris, mise en scène Philippe Ogouz, Théâtre Fontaine  Molière du Meilleur Spectacle Musical 1990
- 1992 : Carnaval de Gérard Dessalles, mise en scène de l'auteur, Théâtre 14 [2]
- 2007 : Check-up de Serge Serout, mise en scène Daniel Colas, Théâtre des Mathurins
- 2008 : Celimene et le Cardinal de Jacques Rampal, mise en scène Roger Louret
- 2009-2010 : Un été avec lui de Bernard Slade, mise en scène Stéphane Hillel, Théâtre de la Tête d'Or et tournée
- 2013 : Ovide était mon Maître, Les Universités Populaires du Théâtre de Michel Onfray et Jean-Claude Idée, Argentan, Théâtre 14 et Bruxelles
- 2014 : Discours sur le bonheur, d'après Madame du Châtelet adapté par Yvan Varco, Les Universités Populaires du Théâtre de Michel Onfray et Jean-Claude Idée, Chambois, Bruxelles, Théâtre de la Huchette, Théâtre 14
- 2015 : Elle fait partie en tant qu'administratrice de la nouvelle équipe du Studio Hébertot à Paris
- 2016 : Pompon Voltaire d'Yvan Varco, Festival d'Avignon au théâtre de l'Arrache-Cœur et au Studio Hébertot à Paris (Création)
- 2017 : Pompon Voltaire d'Yvan Varco Festival d'Avignon au théâtre de l'Arrache-Cœur
- 2018 : Pompon Voltaire d'Yvan Varco en tournée

## Filmographie

### Cinéma
- 1962 : Az aranyember (non créditée)
- 1969 : Solo de Jean-Pierre Mocky
- 1972 : Rak de Charles Belmont
- 1974 : L'Atelier de Patrick de Mervelec
- 1976 : La Dentellière de Claude Goretta
- 1982 : Guy de Maupassant de Michel Drach
- 1986 : Club de rencontres de Michel Lang
- 1994 : Jefferson à Paris de James Ivory
- 2002 : L'Outremangeur de Thierry Binisti
- 2003 : Ne quittez pas ! de Arthur Joffé
- 2006 : Coup de sang de Jean Marbœuf

### Télévision (liste sélective)
- 1970 : Le Sixième sens de Louis Grospierre
- 1972 : Les Thibault de Roger Martin du Gard ;  réalisation André Michel et Alain Boudet : Jenny de Fontanin
- 1973 : Dernières volontés de Pierre Neel : Florence Lormoy
- 1973 : Les Trois Sœurs de Tchékov réalisation Jean Prat : Irina
- 1974 : Le Deuil Sied à Électre de Maurice Cazeneuve (série télévisée) : Lavinia
- 1974 :  Nans le berger de Thyde Monnier, série télévisée réalisation Bernard-Roland : Sylvaine Resplandin
- 1974 :  La Vitesse du Vent téléfilm de Patrick Jamain : Aline Loubignac
- 1977 : Richelieu, le Cardinal de velours, feuilleton télévisé réalisation Jean-Pierre Decourt :  M.M de Comballet
- 1976 : Dîner de famille, téléfilm réalisation Michel Wyn : Gilberte
- 1977 : Messieurs les jurés : L'Affaire Lieutort, réalisation André Michel : Anne-Marie Lieutort
- 1979 : Le Crime des innocents téléfilm de Roger Dallier :  Madeleine Macé
- 1980 : Les Amours de la Belle Époque - épisode :  Mon amie Nane (série télévisée) : Nane
- 1988 : La Belle Anglaise réalisation Jacques Besnard - épisode : S'il vous plaît chauffeur (série télévisée) : Caroline
- 1996 : Chloé réalisation Dennis Berry : La mère
- 1996 : Commissaire Moulin (série télévisée) - épisode «  Cité Interdite » réalisation Yves Rénier : Le juge d'instruction
- 1996 : Le Choix de la nuit réalisation Thierry Binisti : Dr Jarousse
- 1997 : Le juge est une femme (série télévisée) - épisode « Drôle de Jeu » réalisation Daniel Vigne
- 1998 :  Tous ensemble, téléfilm de Bertrand Arthuys : Catherine
- 1998 : Nestor Burma (série télévisée) - épisode «  Burma et la belle de Paris »  réalisation Philippe Venault : Annie Sérigny
- 2000 : Une femme d'honneur (série télévisée) - épisode «  Mort clinique » réalisation Alain Bonnot :  Le procureur
- 2001 : Père et Maire (série télévisée) - épisode « La Folle de Dieu »  réalisation Philippe Monnier
- 2002 : Sous le soleil (série télévisée) - 3 épisodes : Claire
- 2003 : La Crim'  (série TV) - épisode «  Délit d'amour » réalisation Laurent Lévy :   Élisabeth Dubreuil

## Doublage

### Cinéma

#### Films
- Bonnie Bedelia dans (4 films) :
  - Piège de cristal (1988) : Holly McClane
  - Le Prince de Pennsylvanie (1988) : Pam Marshetta
  - 58 minutes pour vivre (1990) : Holly McClane
  - Chérie, vote pour moi (1994) : Annette

- Lesley Ann Warren dans :
  - Cop (1988) : Kathleen McCarthy
  - Richie Rich : Meilleurs Vœux (1998) : la mère de Richie
  - Echo Boomers (en) (2020) : Auteure

- Lena Olin dans :
  - Havana (1990) : Roberta « Bobby » Duran
  - Awake (2007) : Lilith Beresford
  - Quad (en) (2020) : Yevgeniya

- Lara Flynn Boyle dans :
  - Men in Black 2 (2002) : Serleena
  - Coups d'État (2006) : la Première Dame
  - Un bébé à bord (2009) : Mary

- Glenne Headly dans :
  - Deux Jours à Los Angeles (1996) : Susan Parrish
  - La Famille Jones (2009) : Summer Symonds

- Shannon Tweed dans :
  - Forbidden Sins (en) (1998) : Maureen Doherty
  - Naked Lies (1998) : Cara Landry

- Marcia Gay Harden dans : 
  - Le Sourire de Mona Lisa (2003) : Nancy
  - Magic in the Moonlight (2014) : Mme Baker

- Cher dans :
  - Burlesque (2010) : Tess
  - Zookeeper (2011) : Kate, la lionne (voix)

- 1946[3] : Une question de vie ou de mort : l'ange en chef (Joan Maude)
- 1982 : Drôle de missionnaire : Lady Isabel Ames (Maggie Smith)
- 1984 : Element of Crime : Kim (Me Me Lei)
- 1984 : Dune : Jessica Atréides (Francesca Annis)
- 1986 : Le Sixième Sens : Molly Graham (Kim Greist)
- 1986 : The Men's Club : Page (Ann Dusenberry)
- 1987 : Cheeseburger film sandwich : Alpha Beta (Lana Clarkson) (1er doublage)
- 1988 : Midnight Run : Gail (Wendy Phillips)
- 1989 : Un héros comme tant d'autres : Irène (Joan Allen)
- 1989 : Crimes et Délits : Dolores Paley (Anjelica Huston)
- 1990 : RoboCop 2 : Dr Juliette Faxx (Belinda Bauer)
- 1990 : Bons Baisers d'Hollywood : Aretha (Robin Bartlett)
- 1990 : Jours de tonnerre : Dr Claire Lewicki (Nicole Kidman)
- 1990 : Stella : Janice Morrison (Marsha Mason)
- 1990 : Chasseur blanc, cœur noir : Margaret MacGregor (Mel Martin)
- 1990 : Combustion spontanée :  Rachel (Dey Young)
- 1991 : La P'tite Arnaqueuse : Grey Ellison (Kelly Lynch)
- 1995 : The Set Up : Gina Sands (Mia Sara)
- 1996 : La Propriétaire : Virginia Kelly (Sean Young)
- 1997 : C'est ça l'amour ! : Rowena (Gail O'Grady)
- 1998 : Godzilla : Dr Elsie Chapman (Vicki Lewis)
- 1998 : Code Mercury : Dr London (Camryn Manheim)
- 2000 : Docteur T et les Femmes : Dorothy (Janine Turner)
- 2006 : Des serpents dans l'avion : Grace (Lin Shaye)
- 2006 : The Last Show : Asphodèle, l'ange de la Mort (Virginia Madsen)
- 2009 : Ce que pensent les hommes : la femme divorcée (Cristine Rose)
- 2015 : Dernier été à Staten Island (en) : la mère de Danny (Kate Walsh)
- 2017 : I Wish - Faites un vœu : Mme Deluca (Sherilyn Fenn)
- 2021 : La Protégée : ? (?)
- 2022 : KIMI : Natalie Chowdhury (Rita Wilson)
- 2022 : Trois mille ans à t'attendre : Fanny (Anne Charleston (en))
- 2023 : See You on Venus : Mme Rothswell (Marjorie E. Glantz)
- 2024 : A Real Pain : Diane (Liza Sadovy)

#### Films d'animation
- 1988 : La Tulipe noire : Rosa Gryphus
- 1992 : Tom et Jerry, le film : la maîtresse de Tom
- 2014 : Souvenirs de Marnie : Hisako

### Télévision

#### Téléfilms
- Isabella Hofmann (en) dans :
  - Incitation au meurtre (1996) : Susan Stanton
  - Le Secret du vol 353 (2000) : Barbara Christina

- Jane Seymour dans : 
  - Mémoire en fuite (1991) : Catherine Alexander Douglas
  - Sunstroke (1992) : Teresa

- Susan Walters dans :
  - Une sœur dangereuse (2007) : Claire
  - Un mariage sous la neige (2017) : Deirdre Reynolds

- Donna Mills dans :
  - Dans les griffes de ma belle-mère (2013) : Evelyn
  - Noël sous le gui (2019) : Caroline Sinclair

- 1981 : Adieu Irlande : Rachel Clement (Kate Mulgrew)
- 1986 : La Griffe du destin : Natalie Junot (Judi Bowker)
- 1989 : The Return of Sam McCloud : Dr Ashley Stevens (Kerrie Keane)
- 1989 : Murder by Night : Karen Hicks (Kay Lenz)
- 1990 : Le Cas Morrison : Peggy Blankenship (Lee Garlington)
- 1993 : Praying Mantis : Betty (Frances Fisher)
- 1995 : Mary Higgins Clark : Souviens-toi : Elaine Archer (Shanna Reed)
- 1996 : En un clin d'œil : Micki Dickoff (Veronica Hamel)
- 1996 : Le père célibataire : la juge Linda Farmer (Belita Moreno)
- 1997 : Secret mortel : Tina DeCapprio (Tess Harper)
- 1997 : Qui a tué ma meilleure amie ? : Felicia Kramer (Laura Press)
- 1998 : Aux portes du secret : Joanne Michaels (Diana Scarwid)
- 2000 : Au commencement... : Yocheved (Geraldine Chaplin)
- 2000 : Atterrissage impossible : Anne (Rachael Blake)
- 2002 : Le Chien des Baskerville : Mme Mortimer (Geraldine James)
- 2004 : Innocence suspecte : Virginia McAlpin (Rutanya Alda)
- 2005 : Le Cœur en sommeil : Carole Davis (Diane Venora)
- 2005 : Courant alternatif : Hanne (Gabriela Maria Schmeide)
- 2011 : Les Deux Visages d'Amanda : Edda Mellas (Marcia Gay Harden)
- 2013 : Un chien pour Noël : Cora McCray (Barbara Gordon)
- 2016 : Disparitions suspectes : Myriam (Lara Flynn Boyle)
- 2016 : Un héritage mortel : Leslie (Lauren Bowles)
- 2017 : Un Noël de roman : Ellie Cassadine (Bonnie Bedelia)
- 2019 : Le Double Jeu de Cambridge : (Amanda Burton)
- 2019 : Coup de foudre pour la bachelorette : Ruth Fletcher (Susan Hogan)
- 2022 : Love, Classified : Emilia Bloom (Melora Hardin)

#### Séries télévisées
- Lara Flynn Boyle dans (5 séries) :
  - Twin Peaks (1990-1991) : Donna Hayward (2e voix, saison 2)
  - The Practice : Donnell et Associés (1997-2003) : Helen Gamble (132 épisodes)
  - Ally McBeal (1998 / 2002) : Helen Gamble (saison 2, épisode 10), Tally Cupp (saison 5, épisode 18)
  - Huff (2004-2005) : Melody Coatar (5 épisodes)
  - Las Vegas (2005-2006) : Monica Mancuso (8 épisodes)

- Isabella Hofmann (en) dans (5 séries) : 
  - Homicide (1994-1997) : la capitaine Megan Russert (45 épisodes)
  - Providence (2001-2002) : Dr Renee Dunseith (6 épisodes)
  - Ghost Whisperer (2009) : Lynette Dennis (saison 4, épisode 9)
  - NCIS : Enquêtes spéciales (2010) : la juge Evelyn Wallace (saison 7, épisode 20)
  - Alphas (2011) : Jessica Elkhart (saison 1, épisode 5)

- Lesley Ann Warren dans (4 séries) :
  - Le Muppet Show (1979[4]) : elle-même (saison 3, épisode 15)
  - Preuve à l'appui (2002 / 2005) : Arlene Lebowski (saison 2, épisode 8 et saison 4, épisode 17)
  - The Cool Kids (en) (2019) : Kathleen (3 épisodes)
  - American Princess (en) (2019) : Joanntha Klein (3 épisodes)

- Susan Walters dans :
  - Les Feux de l'amour (2005-2008, 2013 et depuis 2024) : Diane Jenkins #2
  - Point Pleasant, entre le bien et le mal (2005) : Meg Kramer (13 épisodes)
  - NCIS : Enquêtes spéciales (2018) : Marcy Brooks (saison 15, épisode 23)

- Lauren Bowles dans :
  - True Blood (2010-2014) : Holly Cleary (48 épisodes)
  - NCIS : Los Angeles (2015) : Gaia (saison 7, épisode 7)
  - Veep (2016-2017) : Monica (4 épisodes)

- Wendie Malick dans :
  - The Ranch (2018-2020) : Lisa Neumann (15 épisodes)
  - Bluff City Law (2019) : Rachel (épisode 4)
  - Young Sheldon (depuis 2021) : la présidente Hagemeyer (19 épisodes - en cours)

- Talia Balsam dans :
  - Punky Brewster (1984) : Randi Mitchell (saison 1, épisodes 2 et 3)
  - Wilderness (2023) : Bonnie (mini-série)

- Diane Venora dans :
  - Chicago Hope : La Vie à tout prix (1994-1995) : Dr Geri Infante (11 épisodes)
  - NCIS : Enquêtes spéciales (2009) : Shada Shakarji (saison 7, épisode 6)

- Justine Bateman dans : 
  - Loïs et Clark : Les Nouvelles Aventures de Superman (1996) : Sarah/Zara (2e voix, saison 4)
  - Criminal Minds: Suspect Behavior (2011) : Margaret Mckenna (épisode 3)

- Alberta Watson dans : 
  - 24 Heures chrono (2004-2005) : Erin Driscoll (13 épisodes)
  - Angela's Eyes (2006) : Lydia Anderson (6 épisodes)

- Kate Walsh dans :
  - Grey's Anatomy (2005-2022) : Dr Addison Montgomery (62 épisodes)
  - Private Practice (2007-2013) : Dr Addison Montgomery (111 épisodes)

- 1989, 2001-2004, 2014-2015 : Les Feux de l'amour : Diane Jenkins #1 #3 (Alex Donnelley puis Maura West)
- 1996 : Une nounou d'enfer : Mme Richardson (Nora Dunn) (saison 4, épisode 3)
- 2004-2006 : Desperate Housewives : Helen Rowland (Kathryn Harrold)
- 2005 : New York, cour de justice : Lynn Blaylock (Lisa Emery) (saison 1, épisode 1)
- 2005-2007 : New York, unité spéciale : l'agent Dana Lewis (Marcia Gay Harden) (1re voix, saisons 7 et 8)
- 2006 : Ghost Whisperer : Marybeth Caminsky (Cindy Pickett) (saison 2, épisode 6)
- 2008 : Hôpital central : Lydia Karenin (Jessica Ferrarone puis J. Robin Miller)
- 2009 : Les Experts : Manhattan : Katharine Donovan (Mare Winningham) (saison 5, épisode 23)
- 2009 : Mentalist : Arden Plaskett (Kate Vernon)
- 2011 : New York, unité spéciale : Bree Mazelon (Rita Wilson) (saison 12, épisode 23)
- 2012 : Bones : Harriet Grover (Nancy Linari)
- 2014 : Drop Dead Diva : la juge Grossman (Lisa Long)
- 2015-2018 : Sense8 : tante Elke (Marina Weis)
- 2016 : Secrets and Lies : May Stone (McNally Sagal)
- 2017 : Reign : Le Destin d'une reine : Lady Lennox (Nola Augustson)
- 2017-2020 : Riviera : Irina Clios (Lena Olin) (21 épisodes)
- 2018 : Madam Secretary : Cecilia Pedilla (Jennifer Van Dyck)
- 2019 : Chimerica (en) : Mel Kincaid (Cherry Jones) (mini-série)
- 2021 : Reyka (en) : Elsa Gama (Anna-Mart van der Merwe)
- 2021 : Complètement à cran : Anna-Lena (Marika Lagercrantz) (mini-série)
- 2021 : The Mosquito Coast : ? ( ? )
- 2023 : La Roue du temps : Anvaere (Lindsay Duncan) (saison 2)

#### Séries d'animation
- 1988 : Nicky Larson : Raquel (voix de remplacement, épisodes 61 et 62)
- 1989 : Les Enfants de la liberté : Faustine de Malcœur
- 1998 : Hercule : Hécate

### Jeux vidéo
- 1997 : Atlantis : Secrets d'un monde oublié : Anna
- 2016 : Dishonored 2 : Gardes d'élites et officier de propagande
- 2017 : Dishonored : La Mort de l'Outsider : Vétérans, Sœurs de l'Ordre oraculaire et officier de propagande
- 2017 : For Honor : Apollyon
- 2023 : Starfield : ?